# Nhà nước xô viết
Cộng hòa xô viết (tiếng Nga: Советская республика, chuyển tự: Sovetskaya respublika), còn gọi là cộng hòa hội đồng, là nền cộng hòa trong đó chính phủ được thành lập từ các xô viết (hội đồng công nhân) và hệ chính trị dựa trên dân chủ xô viết.
Nhà nước Liên Xô (tiếng Nga: Правительство СССР, chuyển tự Pravítelstvo SSSR, IPA: [prɐvʲitʲɪlʲstvə ɛs ɛs ɛs ɛr]), là cơ quan hành pháp và hành chính của nhà nước Liên Xô cũ. Nó có ba tên khác nhau trong suốt thời gian tồn tại; Hội đồng Ủy ban Nhân dân (1923–1946), Hội đồng Bộ trưởng (1946–1991) và Nội các Bộ trưởng (1991).
Chính phủ được lãnh đạo bởi một chủ tịch, thường được giới quan chức gọi là "thủ tướng". Chủ tịch được đề cử bởi Ban Chấp hành Trung ương Đảng Cộng sản Liên Xô (CPSU) và bầu các đại biểu tại phiên họp toàn thể đầu tiên của một mới được bầu Xô viết tối cao của Liên Xô. Một số chính phủ nhất định, chẳng hạn như Chính phủ Ryzhkov thứ hai, có hơn 100 bộ trưởng chính phủ, từng là phó thủ tướng thứ nhất, phó thủ tướng, bộ trưởng chính phủ hoặc người đứng đầu ủy ban/ủy ban nhà nước; họ đã được lựa chọn bởi thủ tướng và được xác nhận bởi Xô Viết tối cao. Chính phủ Liên Xô thực hiện quyền hành pháp của mình phù hợp với Hiến pháp Liên Xô và luật pháp do Xô Viết Tối cao ban hành. Chính phủ đầu tiên được dẫn dắt bởi Vladimir Lenin và chính phủ cuối cùng đã được dẫn dắt bởi Valentin Pavlov. Việc Cộng hòa Xã hội chủ nghĩa Xô viết Liên bang Nga (SFSR) bổ nhiệm Ivan Silayev, thường được coi là người đứng đầu chính phủ cuối cùng của Liên Xô, là vi phạm Hiến pháp Liên Xô năm 1977.
Sau khi ký Hiệp ước về việc thành lập Liên Xô năm 1922, Nga Xô viết, Ukraina Xô viết, Belarus Xô viết và Cộng hòa Xã hội chủ nghĩa Xô viết Liên bang Ngoại Kavkaz thành lập Liên bang Cộng hòa Xã hội chủ nghĩa Xô viết (Liên Xô). Hiệp ước thành lập chính phủ, sau đó được hợp pháp hóa bằng việc thông qua Hiến pháp đầu tiên của Liên Xô vào năm 1924. Hiến pháp năm 1924 quy định chính phủ phải chịu trách nhiệm trước Đại hội Xô viết Liên Xô. Năm 1936, hệ thống nhà nước được cải cách với việc ban hành hiến pháp mới. Nó đã bãi bỏ Đại hội Xô viết và thành lập Xô viết Tối cao Liên Xô tại chỗ. Tại Phiên họp toàn thể lần thứ nhất của Xô Viết Tối cao II năm 1946, chính phủ được đổi tên thành Hội đồng Bộ trưởng. Những thay đổi nhỏ đã được đưa ra khi ban hành hiến pháp năm 1977. Hội nghị Đại biểu Toàn quốc lần thứ XIX Đảng Cộng sản Liên Xô của CPSU đã bỏ phiếu ủng hộ việc sửa đổi hiến pháp. Nó cho phép các cuộc bầu cử nhiều ứng cử viên, thành lập Đại hội Đại biểu Nhân dân và làm suy yếu quyền kiểm soát của đảng đối với Xô Viết Tối cao. Sau đó vào ngày 20 tháng 3 năm 1991, Xô Viết Tối cao theo đề nghị của Mikhail Gorbachev đã sửa đổi hiến pháp để thành lập một bán tổng thống chế, về cơ bản là sự kết hợp giữa phong cách chính phủ Pháp và Mỹ. Hội đồng Bộ trưởng bị bãi bỏ và thay thế bằng Nội các Bộ trưởng chịu trách nhiệm trước Tổng thống Liên Xô. Người đứng đầu Nội các Bộ trưởng là Thủ tướng Liên Xô. Chính phủ buộc phải từ chức sau âm mưu đảo chính của Liên Xô năm 1991 mà Thủ tướng Valentin Pavlov tham gia. Thay vào đó, nhà nước Xô viết đã thành lập một ủy ban tạm thời do Silayev đứng đầu để điều hành chính phủ cơ bản. chức năng cho đến khi một nội các mới được bổ nhiệm. Ngày 26 tháng 12 năm 1991, Xô Viết Tối cao giải thể Liên Xô và do đó, chính phủ Liên Xô đóng cửa vĩnh viễn.

## Từ nguyên
Tên gọi Hội đồng Ủy ban Nhân dân được chọn để phân biệt chính phủ Liên Xô với các đối tác tư sản, đặc biệt là tiền thân từ thời Nga hoàng là Hội đồng Bộ trưởng. Tuy nhiên, học giả Derek Watson nói rằng thuật ngữ "ủy ban" được coi là có thể thay thế cho "bộ trưởng" và có vẻ như ít nghi ngờ rằng các nhà lãnh đạo Bolshevik có nghĩa là" bộ trưởng". Joseph Stalin, trong một bài phát biểu trước Xô Viết Tối cao II vào tháng 3 năm 1946, đã lập luận đổi tên chính phủ từ Hội đồng Ủy ban Nhân dân thành Hội đồng Bộ trưởng vì "Chính ủy phản ánh thời kỳ cách mạng tan vỡ", v.v. Nhưng điều đó thời gian đã trôi qua. Hệ thống xã hội của chúng ta đã ra đời và bây giờ đã trở thành máu thịt. Đã đến lúc chuyển từ chức danh "ủy ban nhân dân" sang chức danh "bộ trưởng". Học giả Yoram Gorlizki viết rằng "Bất chấp sự đảo ngược với các tiền lệ tư sản, việc áp dụng danh pháp mới báo hiệu rằng trật tự Liên Xô đã bước vào một giai đoạn củng cố mới sau cách mạng".

## Lịch sử

### Khởi đầu cách mạng và vai trò chủ tịch của Molotov (1922–1941)
Huy hiệu của chính phủ từ năm 1930.
Hiệp ước về việc thành lập Liên Xô thấy việc thành lập Đại hội Xô viết Liên Xô Ban Chấp hành Trung ương (CEC). Đại hội Xô viết giữ trách nhiệm lập pháp và là cơ quan quyền lực nhà nước cao nhất, trong khi CEC thực hiện quyền hạn của Đại hội Xô viết bất cứ khi nào không họp, trên thực tế, cơ quan này chiếm phần lớn thời gian tồn tại. Nó tuyên bố rằng chính phủ, được đặt tên là Hội đồng Ủy ban Nhân dân, sẽ là cơ quan điều hành của CEC. Cơ cấu chính phủ này được sao chép từ cơ cấu chính phủ được thành lập ở Cộng hòa Xã hội chủ nghĩa Xô viết Liên bang Nga và chính phủ được mô phỏng theo Hội đồng Ủy ban Nhân dân Nga Xô viết. Chính phủ Nga Xô viết do Vladimir Lenin lãnh đạo đã cai trị Liên Xô cho đến ngày 6 tháng 7 năm 1923, khi CEC thành lập Hội đồng các Ủy viên Nhân dân Liên Xô. Lenin được bổ nhiệm làm thủ tướng, cùng với năm phó thủ tướng và mười ủy viên nhân dân (bộ trưởng). Vào ngày 17 tháng 7 năm 1923, Hội đồng Dân ủy đã thông báo cho các ban chấp hành trung ương của các nước cộng hòa liên hiệp và các chính phủ cộng hòa tương ứng của họ rằng hội đồng đã bắt đầu hoàn thành các nhiệm vụ được giao phó.
Ý tưởng ban đầu là để Hội đồng Nhân dân báo cáo trực tiếp (và cấp dưới) cho CEC, nhưng mối quan hệ công tác của hai cơ quan chưa bao giờ được xác định rõ ràng về chiều sâu. Cuối cùng, quyền hạn của Hội đồng Ủy ban Nhân dân đã vượt xa quyền hạn của CEC. Tuy nhiên, hiến pháp năm 1924 xác định Hội đồng Ủy ban Nhân dân là "cơ quan hành pháp và hành chính" của CEC. Khả năng lập pháp bị hạn chế bởi quyền hạn do CEC trao cho nó và Quy chế của Hội đồng Ủy ban Nhân dân. Sự thống trị về mặt lập pháp của Hội đồng Ủy ban Nhân dân vẫn tiếp tục bất chấp hiến pháp năm 1924 nhấn mạnh mối quan hệ của nó với CEC. Mikhail Kalinin của CEC và Chủ tịch Ủy ban Chấp hành Trung ương toàn Nga đã lưu ý vào năm 1928 rằng cần phải phân biệt giữa Đoàn Chủ tịch Ủy ban Chấp hành Trung ương Liên Xô, mà ông coi là "cơ quan lập pháp" và vai trò hành chính của Hội đồng Ủy ban Nhân dân.
Hiến pháp năm 1924 phân biệt giữa Hội đồng Nhân dân và các Ủy ban Nhân dân thống nhất (gọi là cộng hòa từ năm 1936 trở đi). Các ủy ban nhân dân về tư pháp, nội chính, an sinh xã hội, giáo dục, nông nghiệp và y tế công cộng vẫn là các bộ cấp cộng hòa. Trong khi đó, các ủy viên phụ trách đối ngoại, thương mại và công nghiệp, giao thông vận tải, quân đội và hải quân, tài chính, ngoại thương, lao động, bưu điện, điện báo, cung ứng và nội vụ được cấp chức vụ hội đồng toàn thể. Hệ thống này lúc đầu đã tạo ra những rắc rối vì cả hiến pháp hay bất kỳ văn bản pháp luật nào đều không xác định mối quan hệ giữa các chính ủy toàn hội đồng, các cơ quan của họ trong các nước cộng hòa và các chính ủy cộng hòa thống nhất riêng biệt. Tuy nhiên, hệ thống này được giữ nguyên với những thay đổi nhỏ cho đến khi Liên Xô tan rã vào năm 1991.
Hiến pháp năm 1936 được xác bởi Hội đồng Ủy Ban Nhân dân khi chính phủ Liên Xô thông qua và trao khi nó trở thành vai trò của "cơ quan chấp hành và hành chính cao nhất của quyền lực nhà nước". Hiến pháp tước bỏ quyền khởi xướng pháp luật của Hội đồng Ủy ban nhân dân và thay vào đó chỉ giới hạn nó trong việc ban hành "các nghị định và quy định trên cơ sở và để thi hành các luật hiện hành". Chỉ có Xô viết tối cao Liên Xô và Đoàn Chủ tịch của nó, đã thay thế Đại hội Xô viết và Ban Chấp hành Trung ương, mới có thể thay đổi luật.

### Chủ nghĩa Stalin cao (1941–1953)
Thành phần chính phủ thứ hai của Stalin như thực hiện vào năm 1946. Việc nắm quyền của Stalin trong những năm 1930 đã làm suy yếu các thể chế quản trị chính thức, cả trong đảng và chính phủ. Học giả TH Rigby viết rằng "tất cả các thể chế đã dần tan biến trong axit của chế độ chuyên quyền" và từ năm 1946 cho đến khi Stalin qua đời năm 1953 "chỉ những cử chỉ tối thiểu nhất được thực hiện để đảo ngược sự teo của các cơ quan chính thức của quyền lực, trong cả đảng và nhà nước". Học giả người Anh Leonard Schapiro cho rằng "phong cách cai trị của Stalin được đặc trưng bởi cách thức cai trị thông qua bộ máy thông thường (đảng, bộ máy chính phủ) ngày càng nhường chỗ cho sự cai trị của các cơ quan và đại lý cá nhân, mỗi cơ quan hoạt động riêng lẻ và thường xuyên xung đột, với sự kiểm soát tổng thể tối cao của Stalin". Chính phủ, vào thời điểm này là thể chế nhà nước Xô viết được chính thức hóa nhất, đã phát triển các đặc điểm tân sinh do thói quen cai trị của Stalin thông qua "lòng trung thành cá nhân nghiêm ngặt của các trung úy của ông ta".
Stalin được bầu vào chức vụ chủ tịch chính phủ vào ngày 6 tháng 5 năm 1941. Chính phủ tiếp tục hoạt động bình thường cho đến Chiến tranh thế giới thứ hai (được gọi là Chiến tranh Vệ quốc Vĩ đại ở Nga) khi nó trực thuộc Ủy ban Quốc phòng Nhà nước (SDC), được thành lập vào ngày Ngày 30 tháng 6 năm 1941 để quản lý Liên Xô trong chiến tranh. Joseph Stalin kiêm nhiệm chức vụ lãnh đạo SDC và là chủ tịch chính phủ Liên Xô cho đến năm 1946. Vào ngày 15 tháng 3 năm 1946, phiên họp toàn thể lần thứ nhất của Xô viết Tối cao lần thứ 2 đã chuyển Hội đồng Ủy ban Nhân dân thành Hội đồng Bộ trưởng. Theo đó, các ủy viên nhân dân được đổi tên thành bộ và ủy ban nhân dân thành bộ trưởng. Vào ngày 25 tháng 2 năm 1947, Hiến pháp Liên bang Xô viết đã có những thay đổi thích hợp.
Văn phòng của chính phủ được thành lập vào năm 1944. Sau chiến tranh, văn phòng được tách thành hai. Các văn phòng này được hợp nhất vào ngày 20 tháng 3 năm 1946, tái lập Văn phòng của chính phủ. Vào ngày 8 tháng 2 năm 1947, Bộ Chính trị của đảng đã thông qua nghị quyết về việc "Tổ chức Hội đồng Bộ trưởng", nhằm giải thích vai trò của Hội đồng Bộ trưởng, hoạt động nội bộ và mối quan hệ của nó với đảng. Nó tuyên bố rằng bộ chính trị đảng có quyền quyết định tất cả các vấn đề chính trị, bao gồm các chủ đề như bổ nhiệm chính phủ và quốc phòng, chính sách đối ngoại và an ninh nội bộ. Nó tiếp tục định nghĩa chính phủ chỉ là một tổ chức quản lý nền kinh tế. Các bộ phi kinh tế, chẳng hạn như Bộ An ninh Quốc gia, đã báo cáo bộ chính trị.
Ngoài ra, nghị quyết ngày 8 tháng 2 đã thành lập tám văn phòng ngành; Cục Nông nghiệp, Cục Luyện kim và Hóa chất, Cục Chế tạo máy, Cục Nhà máy Điện và Nhiên liệu, Cục Công nghiệp Thực phẩm, Cục Giao thông và Truyền thông, Cục Công nghiệp nhẹ và Cục Văn hóa và Y tế. Quyết định này đã làm thay đổi phương pháp làm việc của chính phủ. Nghị quyết mới giao quyền cho các cục và không còn các phó chủ tịch chính phủ và các bộ trưởng cấp cao.  Mọi văn phòng ngành đều do một phó chủ tịch chính phủ đứng đầu, nhưng việc ra quyết định được giao cho các cơ quan ra quyết định tập thể này. Hiệu quả thực sự của những thay đổi này là làm tăng đáng kể hoạt động lập pháp của chính phủ.
Stalin, người đã không tham dự cuộc họp của Cục từ năm 1944, đã quyết định bổ nhiệm quyền chủ tịch chính phủ. Molotov lần đầu tiên được bổ nhiệm, nhưng hiếm khi có thể hoàn thành nhiệm vụ của mình vì ông đồng thời là Bộ trưởng Bộ Ngoại giao và thường xuyên đi công tác. Vào ngày 29 tháng 3 năm 1948, bộ chính trị quyết định thành lập một cơ quan chủ tịch luân phiên do Lavrentiy Beria, Nikolai Voznesensky và Georgy Malenkov đứng đầu. Thiếu một nhà lãnh đạo chính thức, hầu hết các vấn đề gây tranh cãi đã được giải quyết tại các cuộc họp của Cục. Vào ngày 1 tháng 9 năm 1949, quyền lực thậm chí còn bị phân tán nhiều hơn.  Văn phòng đổi tên thành Đoàn Chủ tịch Hội đồng Bộ trưởng và Beria, Malenkov, Nikolai Bulganin, Lazar Kaganovich và Maksim Saburov được trao quyền chủ tịch. Phương thức hoạt động này kéo dài cho đến khi Stalin qua đời vào năm 1953.

### Kỷ nguyên hậu Stalin (1953–1985)
Alexei Kosygin là chủ tịch tại vị lâu nhất của chính phủ Liên Xô, giữ chức vụ từ năm 1964 cho đến khi ông qua đời vào năm 1980.
Thời kỳ Hậu Stalin chứng kiến một số thay đổi trong bộ máy chính phủ, đặc biệt là dưới thời Nikita Khrushchev lãnh đạo. Ban đầu, ban lãnh đạo mới tìm cách giải quyết các vấn đề trong khuôn khổ quan liêu hiện có, tuy nhiên, đến năm 1954, chính phủ bắt đầu cải cách nhằm đưa ra nhiều quyết định kinh tế hơn cho các chính phủ cộng hòa. Trong khoảng thời gian này, Khrushchev đề nghị bãi bỏ các bộ công nghiệp và xây dựng và phân bổ nhiệm vụ và trách nhiệm của họ cho các chính phủ cộng hòa và các quan chức cấp khu vực. Mục tiêu cuối cùng là giảm quy mô của chính phủ Liên minh và tăng trưởng kinh tế. Một ý tưởng tương tự đã được đề xuất với Bộ Chính trị Ban Chấp hành Trung ương Đảng Cộng sản Liên Xô vào tháng 1 năm 1957. Đề xuất tìm cách chuyển chức năng của chính phủ Liên minh từ chủ động quản lý điều hành hoạt động của ngành sang hoạch định chính sách chi nhánh tích cực. quản lý hoạt động đã được phân cấp cho các chính phủ cộng hòa và chính quyền địa phương.
Bộ Chính trị Ban Chấp hành Trung ương Đảng Cộng sản Liên Xô đã thông qua đề xuất của Khrushchev. Đến tháng 7 năm 1957, chức năng quản lý của các bộ xây dựng và công nghiệp đã được chuyển giao cho 105 Sovnarkhoz mới thành lập của Bộ Kinh tế Quốc dân. ủy ban kế hoạch của đảng Cộng hòa được trao nhiều trách nhiệm hơn, trong khi Ủy ban Kế hoạch Nhà nước được giao trách nhiệm đối với các công ty không thể phân cấp cho các chính phủ cộng hòa. Các phương tiện truyền thông Liên Xô bắt đầu tuyên truyền ý tưởng phát triển các nền kinh tế khu vực, phức tạp và so sánh chúng với hệ thống bộ trưởng cũ. Niềm tin là các Xô viết của nền kinh tế quốc dân sẽ tăng cường hợp tác liên ngành và chuyên môn hóa. Tuy nhiên, các cuộc cải cách đã không thể chữa khỏi những thất bại của nền kinh tế Liên Xô và thực tế cũng cho thấy những thiếu sót trong các lĩnh vực khác. Chính phủ của Khrushchev đã phản ứng bằng cách khởi xướng các cải cách nhằm đảo ngược các biện pháp phân quyền và tìm cách tăng cường kiểm soát đối với việc phân bổ nguồn lực.
Tiếp theo là việc loại bỏ Khrushchev là đảo ngược các cải cách của ông đối với bộ máy chính phủ. Động thái đầu tiên xảy ra vào đầu năm 1965 khi Chính phủ đầu tiên của Alexei Kosygin khi Bộ Nông nghiệp được giao trách nhiệm về nông nghiệp (mà nó đã mất trong một cuộc cải cách trước đó của Khrushchev). Đến tháng 10 cùng năm, Hội đồng Bộ trưởng bãi bỏ các ủy ban nhà nước công nghiệp và hội đồng kinh tế khu vực và thiết lập lại hệ thống các bộ trưởng công nghiệp như chúng đã tồn tại trước năm 1957. Trong số 33 bộ trưởng công nghiệp và xây dựng mới được bổ nhiệm vào năm 1965, mười hai người đã từng là bộ trưởng năm 1957 trở về trước và Mười đã công tác và thăng cấp Thứ trưởng đến thời điểm này. Tiếp theo đó là việc thành lập Bộ Giáo dục và Bộ Nội vụ vào năm 1966. Bộ xây dựng 4 hội đồng được thành lập vào năm 1967 và một phần năm trong năm 1972. Bên cạnh đó, trong năm 1970 chính phủ tái lập Bộ Tư pháp Toàn. Trong thập kỷ 1965 đến 1975, 28 bộ công nghiệp đã được thành lập. Trong số bảy bộ này là các bộ của hội đồng và 17 bộ còn lại là các bộ cộng hòa. Ngoài ra, Chính phủ Kosygin đã tìm cách cải cách nền kinh tế bằng cách tăng cường quyền tự chủ của doanh nghiệp trong khi vẫn duy trì quyền lực tập trung mạnh mẽ. cải cách kinh tế Liên Xô năm 1979 cũng tìm cách giảm bớt sự điều tiết nền kinh tế để trao cho các doanh nghiệp nhà nước nhiều quyền tự chủ hơn, đồng thời cho các doanh nghiệp nhà nước có thêm cơ hội để thảo luận về các mục tiêu sản xuất của họ với các bộ tương ứng.
Kỷ nguyên Brezhnev cũng chứng kiến việc thông qua hiến pháp năm 1977. Lần đầu tiên nó xác định trách nhiệm và tư cách thành viên của Đoàn Chủ tịch của chính phủ. Hiến pháp xác định Đoàn Chủ tịch là cơ quan thường trực của chính phủ chịu trách nhiệm thiết lập và đảm bảo sự lãnh đạo kinh tế tốt và đảm nhận các trách nhiệm hành chính. Nó nói rằng chủ tịch chính phủ, cùng với các phó chủ tịch thứ nhất, các phó chủ tịch và những người đứng đầu chính phủ cộng hòa là thành viên của Đoàn chủ tịch.

### Chủ nghĩa Tổng thống và Nội các Bộ trưởng (1990–1991)
Mikhail Gorbachev tại Phiên họp toàn thể lần thứ nhất của Đại hội Đại biểu Nhân dân khóa I năm 1989.
Gorbachev đã lên tiếng chỉ trích ý tưởng về một chức vụ tổng thống Liên Xô cho đến tháng 10 năm 1989. Ông đã lập luận rằng một nhiệm kỳ tổng thống có thể dẫn đến việc tái lập sự sùng bái cá nhân và sự lãnh đạo của một người đàn ông. Tuy nhiên, Gorbachev đã vấp phải sự phản kháng gay gắt từ các quan chức và các phần tử phản cải cách chống lại các chính sách cải cách của ông. Việc thành lập chức vụ Tổng thống Liên Xô được coi là một công cụ quan trọng để tăng cường quyền kiểm soát của Gorbachev đối với bộ máy nhà nước. Gorbachev đề xuất với Phiên họp toàn thể lần thứ 3 của Xô Viết Tối cao khóa XXI vào tháng 2 năm 1990 thành lập chức vụ Tổng thống Liên Xô. Xô Viết Tối cao đã thông qua kiến nghị và vào tháng 3, một Phiên họp bất thường của Đại hội Đại biểu Nhân dân được triệu tập để sửa đổi hiến pháp. Các Luật Chủ tịch được thông qua bởi Đại hội đại biểu nhân dân nói rằng tổng thống đã được bầu trong một cuộc bầu cử toàn quốc, nhưng Gorbachev lập luận rằng nước này chưa sẵn sàng cho cuộc bầu cử gây chia rẽ. Do đó, Đại hội Đại biểu Nhân dân đã tổ chức một cuộc bỏ phiếu, trong đó 1329 bỏ phiếu bầu Gorbachev làm Tổng thống Liên Xô, trong khi 916 bỏ phiếu chống ông.
Với tư cách là Tổng thống Liên Xô, Gorbachev có thể bổ nhiệm và cách chức các bộ trưởng trong chính phủ. Tuy nhiên, ông ngày càng lo ngại về việc mình không có khả năng kiểm soát các bộ của Liên minh. Vào ngày 24 tháng 9 năm 1990, Gorbachev đã tìm cách để được Liên Xô tối cao trao cho ông quyền tạm thời về các sắc lệnh không hạn chế về kinh tế, luật pháp và trật tự và bổ nhiệm nhân sự chính phủ cho đến ngày 31 tháng 3 năm 1992. Vẫn cảm thấy bị kìm hãm bởi các phần tử chống cải cách., Gorbachev đề xuất vào tháng 11 năm 1990 để tổ chức lại hoàn toàn hệ thống chính trị của Liên Xô, được truyền cảm hứng rất nhiều từ tổng thống chế của Hoa Kỳ và bán tổng thống chế của Pháp. Gorbachev tìm cách tổ chức lại các thể chế ở cấp độ Toàn Liên minh bằng cách giao quyền hành pháp cho tổng thống.
Đến tháng 11 năm 1990, Gorbachev kêu gọi giải tán Hội đồng Bộ trưởng và thay thế nó bằng Nội các Bộ trưởng. Quyền hành pháp trước đây được chia thành hai thể chế riêng biệt; Tổng thống và Hội đồng Bộ trưởng. Cả hai đều báo cáo cho Xô Viết tối cao. Nội các Bộ trưởng sẽ báo cáo trực tiếp với Tổng thống Liên Xô và chịu trách nhiệm trước cả tổng thống và Xô viết tối cao. Trong khi nhiệm kỳ của Hội đồng Bộ trưởng gắn liền với cuộc bầu cử Xô Viết Tối cao, Nội các Bộ trưởng có nghĩa vụ phải từ chức nếu tổng thống đương nhiệm từ chức. Tương tự như Hội đồng Bộ trưởng, cơ quan ra quyết định hàng đầu của Nội các Bộ trưởng là Đoàn Chủ tịch. Nó được chủ trì bởi văn phòng mới được thành lập của Thủ tướng Liên Xô. Theo quy định của pháp luật, Đoàn Chủ tịch phải bao gồm thủ tướng, đại biểu đầu tiên của ông, cấp phó và Quản trị viên.
Nhiệm vụ và trách nhiệm của Nội các Bộ trưởng trùng lặp với Hội đồng Bộ trưởng cũ. Nó chịu trách nhiệm lập và thực hiện ngân sách nhà nước, quản lý các doanh nghiệp quốc phòng và giám sát việc nghiên cứu không gian, thực hiện chính sách đối ngoại của Liên Xô, chống tội phạm và duy trì quốc phòng và an ninh quốc gia. Nó cũng làm việc cùng với các chính phủ cộng hòa để phát triển chính sách tài chính và tín dụng, quản lý hệ thống cung cấp nhiên liệu, năng lượng và vận tải, đồng thời phát triển các chương trình phúc lợi và xã hội. Ngoài ra, Nội các Bộ trưởng chịu trách nhiệm điều phối chính sách của Toàn Liên minh về khoa học, công nghệ, bằng sáng chế, sử dụng không phận, giá cả, chính sách kinh tế chung, nhà ở, bảo vệ môi trường và bổ nhiệm quân sự. Cuối cùng, Luật về Nội các Bộ trưởng đã trao cho Nội các Bộ trưởng quyền ban hành pháp lệnh và nghị quyết, nhưng không cùng thẩm quyền và phạm vi với các nghị định và phạm vi do Hội đồng Bộ trưởng ban hành trước đây.
Hội đồng Bộ trưởng từng là cơ quan hành pháp và hành chính thường trực duy nhất ở Liên Xô trong suốt thời gian tồn tại. Nội các Bộ trưởng tồn tại cùng với Hội đồng Liên bang, Hội đồng Tổng thống và các cơ quan hành pháp khác báo cáo trực tiếp với tổng thống. Tuy nhiên, với tư cách là cơ quan hành pháp duy nhất chịu trách nhiệm về nền kinh tế và các bộ, nó là cơ quan quan trọng nhất.
Theo luật, Nội các Bộ trưởng buộc phải hợp tác chặt chẽ hơn với các chính phủ cộng hòa hơn là Hội đồng Bộ trưởng. chính phủ của đảng Cộng hòa có thể kiến nghị với Nội các Bộ trưởng bất cứ lúc nào và Nội các Bộ trưởng buộc phải xem xét tất cả các câu hỏi từ các chính phủ cộng hòa. Để thúc đẩy mối quan hệ tốt hơn, các bộ trưởng đã chuyển sang thành lập các trường đại học với các đối tác cộng hòa của họ. Ví dụ, Bộ Văn hóa thành lập Hội đồng Bộ trưởng Văn hóa để phối hợp tốt hơn các chính sách, trong khi Bộ Ngoại giao thành lập Hội đồng Bộ trưởng Ngoại giao của Liên Xô.

### Sự cố chính phủ (1991)
Cuộc đảo chính Xô viết năm 1991, tốt hơn được gọi là âm mưu đảo chính tháng tám, được khởi xướng bởi Ủy ban Nhà nước về tình trạng khẩn cấp trong một nỗ lực để chống lại việc ban hành hiệp định về việc thành lập Liên minh các Quốc gia có chủ quyền. Thủ tướng Valentin Pavlov là một trong những người lãnh đạo cuộc đảo chính. Nội các Bộ trưởng cùng với hầu hết các cơ quan quyền lực của Liên minh đã ủng hộ âm mưu đảo chính chống lại Gorbachev. Sau âm mưu đảo chính, Cộng hòa Xã hội chủ nghĩa Xô viết Liên bang Nga do Boris Yeltsin lãnh đạo đã tìm cách làm suy yếu quyền lực tổng thống của Gorbachev. Quốc vụ viện được thành lập và thay thế chính phủ về quyền lực bằng cách cho mỗi chủ tịch cộng hòa một ghế trong hội đồng. Ngoài ra, mọi quyết định đều phải được quyết định bằng một cuộc bỏ phiếu - một động thái làm suy yếu đáng kể quyền kiểm soát của Gorbachev. Song song đó, SFSR của Nga đã chiếm giữ tòa nhà và các nhân viên của Bộ Tài chính, Ngân hàng Nhà nước và Ngân hàng Kinh tế Đối ngoại. Nga Xô viết tiếp tục vi phạm hiến pháp Liên Xô khi bổ nhiệm người đứng đầu các bộ của Liên minh, bao gồm cả Ivan Silayev làm người đứng đầu chính phủ tạm thời. Silayev, người từng là người đứng đầu chính phủ của Nga Xô viết, được bổ nhiệm làm Chủ tịch Ủy ban quản lý hoạt động của nền kinh tế quốc gia vào ngày 24 tháng 8 năm 1991. Chính phủ Liên bang đã cố gắng từ chối vụ bắt giữ những nỗ lực của chính phủ Nga nhưng đến tháng 9 năm 1991, chính phủ Liên Xô đã tan rã. Vào ngày 26 tháng 12, Xô Viết tối cao đã bỏ phiếu thành lập việc giải thể Liên bang Xô viết, chấm dứt sự tồn tại của chính phủ Xô viết một cách hợp pháp.

## Nhiệm vụ, chức năng và trách nhiệm
Chính phủ là cơ quan hành pháp và hành chính cao nhất của nhà nước Xô Viết.  Nó được thành lập tại Phiên họp toàn thể lần thứ nhất của Xô viết tối cao (cuộc họp chung của Xô viết Liên bang và Xô viết Quốc gia), và phải bao gồm chủ tịch chính phủ, cấp phó thủ tướng đầu tiên của ông ta, đại biểu, bộ trưởng, chủ tịch ủy ban và người đứng đầu chính phủ cộng hòa. Thủ tướng có thể giới thiệu những cá nhân mà ông thấy thích hợp làm thành viên trong hội đồng chính phủ cho Xô viết Tối cao. Chính phủ đã xin từ chức trước phiên họp toàn thể đầu tiên của một Xô Viết Tối cao mới được bầu.
Chính phủ chịu trách nhiệm trước Xô Viết Tối cao và Đoàn Chủ tịch. Nó thường xuyên báo cáo với Xô viết tối cao về công việc của mình, cũng như được giao nhiệm vụ giải quyết mọi công việc hành chính nhà nước thuộc thẩm quyền của Liên Xô mà không thuộc trách nhiệm của Xô viết tối cao hay Đoàn chủ tịch. Trong giới hạn của mình, chính phủ có trách nhiệm:
- Quản lý nền kinh tế quốc dân và xây dựng, phát triển văn hoá - xã hội.
- Xây dựng và đệ trình các kế hoạch 5 năm về "phát triển kinh tế và xã hội" cho Xô viết tối cao cùng với ngân sách nhà nước.
- Bảo vệ lợi ích của nhà nước, tài sản xã hội chủ nghĩa, trật tự công cộng và bảo vệ quyền của công dân Liên Xô.
- Đảm bảo an ninh nhà nước.
- Các chính sách chung cho các Lực lượng vũ trang Liên Xô và xác định số lượng công dân sẽ được nhập ngũ.
- Các chính sách chung liên quan đến quan hệ đối ngoại Liên Xô và thương mại, hợp tác kinh tế, khoa học - kỹ thuật và văn hóa của Liên Xô với nước ngoài cũng như quyền xác nhận hoặc bác bỏ các điều ước quốc tế mà Liên Xô đã ký kết.
- Thành lập các tổ chức cần thiết trong chính phủ liên quan đến kinh tế, phát triển văn hóa xã hội và quốc phòng.

Chính phủ có thể ban hành các nghị định và nghị quyết và sau đó xác minh việc thực thi chúng. Tất cả các tổ chức có nghĩa vụ tuân theo các sắc lệnh và nghị quyết do chính phủ ban hành. Hội đồng Liên minh cũng có quyền đình chỉ tất cả các nhiệm vụ và sắc lệnh do chính nó hoặc các tổ chức trực thuộc ban hành. Hội đồng điều phối và chỉ đạo công việc của các nước cộng hòa liên hiệp và các bộ liên hiệp, ủy ban nhà nước và các cơ quan khác trực thuộc nó. Thẩm quyền của chính phủ và Đoàn Chủ tịch đối với các thủ tục và hoạt động của họ cũng như các mối quan hệ của hội đồng với các cơ quan cấp dưới đã được Luật về Hội đồng Bộ trưởng Liên Xô quy định trong hiến pháp Liên Xô.
Mỗi nước cộng hòa liên hiệp và nước cộng hòa tự trị đều có các chính phủ riêng do cơ quan lập pháp cộng hòa của nước cộng hòa liên hiệp hoặc nước cộng hòa tự trị tương ứng thành lập. Các chính phủ của Đảng Cộng hòa không thuộc quyền hợp pháp của chính phủ Liên bang, nhưng họ có nghĩa vụ trong các hoạt động của mình phải được hướng dẫn bởi các sắc lệnh và quyết định của chính phủ Liên minh. Đồng thời, các bộ cộng hòa liên hiệp có sự phục tùng kép - chúng đồng thời đệ trình lên chính phủ cộng hòa liên hiệp, trong khuôn khổ mà chúng được thành lập và cho chính phủ liên hiệp tương ứng, các mệnh lệnh và hướng dẫn lẽ ra phải được hướng dẫn trong hoạt động của họ. Trái ngược với các bộ cộng hòa liên hiệp của cộng hòa liên hiệp, các bộ cộng hòa chỉ trực thuộc chính phủ của nước cộng hòa liên hiệp tương ứng.

### Quan hệ Đảng - Chính phủ
Lenin đã tìm cách tạo ra một cơ cấu chính quyền độc lập với bộ máy đảng. Valerian Osinsky lặp lại lời chỉ trích của Lenin, nhưng Grigory Zinoviev đã đáp lại lời chỉ trích vào năm 1923 bằng cách nói rằng "mọi người đều hiểu rằng Bộ Chính trị của chúng tôi là cơ quan chính của nhà nước." Boris Bazhanov, thư ký riêng của Joseph Stalin, cũng có quan điểm tương tự. Theo Bazhanov, việc bổ nhiệm các ủy viên nhân dân do Bộ Chính trị của đảng đưa ra và được Hội đồng Nhân dân phê chuẩn sau đó. Hệ thống chính phủ không chính thức này, trong đó đảng quyết định và chính phủ thực hiện, kéo dài cho đến nhiệm kỳ lãnh đạo của Mikhail Gorbachev.

## Lãnh đạo

### Nguyên thủ quốc gia
Người đứng đầu chính phủ Liên Xô là người đứng đầu cho đến khi thành lập Nội các Bộ trưởng vào năm 1991. Viên chức chịu trách nhiệm triệu tập chính phủ và Đoàn Chủ tịch của nó, thay mặt chính phủ báo cáo với Xô Viết Tối cao và lãnh đạo công việc xây dựng kế hoạch 5 năm. "Luật về Hội đồng Bộ trưởng của Liên Xô" quy định rằng chủ tịch "đứng đầu chính phủ và chỉ đạo hoạt động của nó... điều phối hoạt động của các phó chủ tịch thứ nhất và các phó chủ tịch và trong những trường hợp khẩn cấp, ra quyết định. về các câu hỏi cụ thể của quản lý nhà nước".

### Phó thủ tướng
Chính phủ bổ nhiệm các phó chủ tịch thứ nhất và các phó chủ tịch để hỗ trợ công việc của chủ tịch chính phủ. Các đại biểu này đã làm việc với trách nhiệm được chính phủ giao cho họ. Họ có thể điều phối hoạt động của các bộ, ủy ban nhà nước và các cơ quan khác trực thuộc chính phủ, kiểm soát các cơ quan này và ban hành các hướng dẫn hàng ngày. Cuối cùng, họ có thể xem xét trước các đề xuất và dự thảo quyết định trình lên chính phủ. Ví dụ, Kirill Mazurov chịu trách nhiệm về công nghiệp, và Dmitry Polyansky chịu trách nhiệm về nông nghiệp trong Chính phủ thứ hai của Kosygin. Trong trường hợp chủ tịch chính phủ không thể thực hiện nhiệm vụ của mình, một trong các phó chủ tịch thứ nhất sẽ đảm nhận vai trò quyền người đứng đầu chính phủ cho đến khi thủ tướng trở lại.

### Quản trị viên sự vụ
Quản trị viên được giao nhiệm vụ đồng ký các nghị định và nghị quyết của chính phủ với chủ tịch chính phủ. Bộ máy chính phủ chuẩn bị các mục chính sách, mà viên chức sẽ kiểm tra một cách có hệ thống các nghị định của chính phủ đảng. Chức năng này bao gồm một số phòng ban và các đơn vị cơ cấu khác. Ngoài ra, Quản trị viên còn đứng đầu bộ máy chính phủ và là thành viên của Đoàn chủ tịch chính phủ.

## Tổ chức

### Các ủy ban
Bài chi tiết: Ủy ban Nhà nước Liên Xô
Ủy ban nhà nước của Liên Xô khác với các bộ ở chỗ một ủy ban nhà nước chịu trách nhiệm chính về một số bộ phận của chính phủ trái ngược với một chủ đề cụ thể mà một bộ hoàn toàn chịu trách nhiệm.  Do đó, nhiều ủy ban nhà nước có thẩm quyền đối với một số hoạt động chung do các bộ thực hiện như nghiên cứu và phát triển, tiêu chuẩn hóa, quy hoạch, xây dựng công trình, an ninh nhà nước, xuất bản, lưu trữ, v.v. Sự phân biệt giữa một bộ và một ủy ban nhà nước có thể không rõ ràng như đối với trường hợp củaỦy ban An ninh Nhà nước (KGB).

### Bộ
Theo hiến pháp Liên Xô, các bộ được chia thành liên hiệp và cộng hòa liên hiệp. Tất cả các bộ của Liên minh quản lý nhánh hành chính nhà nước được ủy thác cho họ trên toàn Liên Xô trực tiếp hoặc thông qua các cơ quan do họ bổ nhiệm, trong khi các bộ cộng hòa liên minh hoạt động, theo quy định, thông qua bộ cùng tên của một nước cộng hòa liên minh cụ thể. trong câu hỏi. Nó chỉ trực tiếp quản lý một số hoạt động hạn chế nhất định theo danh sách đã được Đoàn Chủ tịch Xô Viết Tối cao phê chuẩn.